# Наукова фантастика

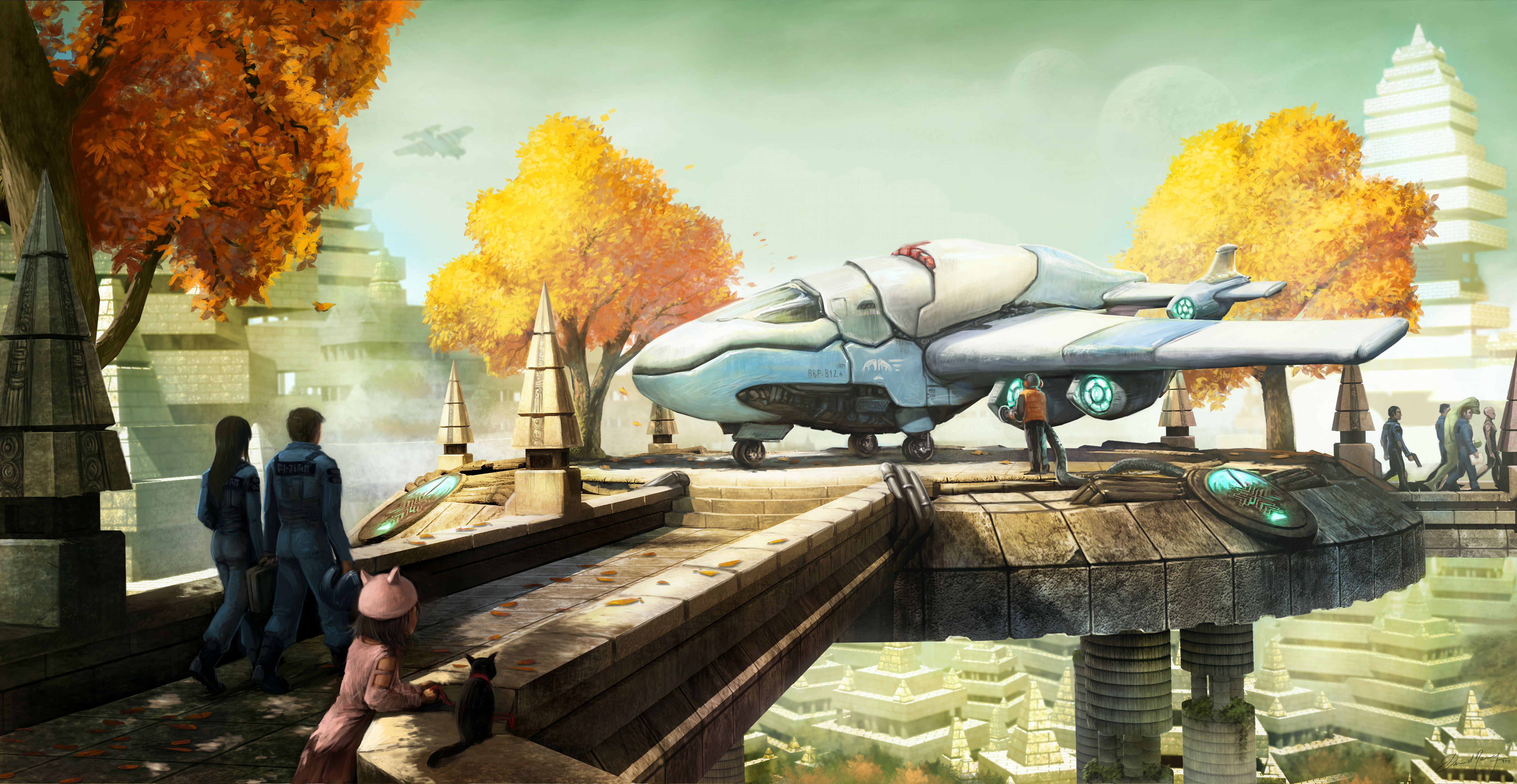
Сучасні наука й технології здобувають в науковій фантастиці незвичайне, проте в своїй основі вірогідне зображення

Науко́ва фанта́стика (англ. скорочення sci-fi) (від грец. phantastikos — той, що стосується уяви) — жанр та метод у художній творчості; фантастика, в основі якої лежить екстраполяція на теми науки та технологій. У НФ-творах зображуються речі принципово можливі в рамках сучасної науки, засновані на теоріях або припущеннях. Важливе значення має також переконливе обґрунтування зображуваного. Наприклад, багато творів засновані на допущенні надсвітлових швидкостей, що суперечить спеціальної теорії відносності Ейнштейна, але все ж може обґрунтовуватися наукою. Досить часто, при вживанні терміна «фантастика», мається на увазі саме наукова фантастика. Засновником наукової фантастики вважається французький письменник Жуль Верн.
У більшості випадків головною фантастичною складовою твору постає фантастична ідея: винахід (надсвітловий двигун, мислячий робот, телепорт) або відкриття (подорожі у часі, телепортація, нове джерело енергії), вигадане місце дії (інша планета, паралельний світ), уявна соціально-політична система (утопічна чи антиутопічна), жива істота або речовина з незвичайними властивостями (чужопланетяни, мутанти, антиматерія), незвичайна ситуація, пов'язана з наукою і технікою (паранормальні здібності).
Найпомітнішими напрямками наукової фантастики є: альтернативна фантастика, соціальна фантастика, військова наукова фантастика, ксенофантастика, кіберпанк, соларпанк, біопанк, космічна опера, феміністська наукова фантастика, апокаліптична та постапокаліптична фантастика.

## Визначення
Єдиного визначення наукової фантастики не існує з причини різних підходів до її розуміння. Часто наукова фантастика розуміється як раціональні пояснення небувалого. Ці пояснення, «науковість» виступають і як метод художньої творчості, і як художній прийом. Також наукова фантастика визначається як жанр або особливий вид чи тип мистецтва.
Стосовно літератури термін «науково-фантастичний» застосував науковець Яків Перельман в 1914 році. У 1926 році Х'юго Ґернсбек, котрий 1915 року ввів загальноприйнятий термін «наукова фантастика», дав таке визначення: наукова фантастика — це вид художньої прози, яку писали Ж. Верн, Г. Веллс і Е. А. По, це чарівні захоплюючі романтичні історії, замішані на наукових даних і пророчому передбаченні. У 1947 році Роберт Гайнлайн запропонував для такої фантастики коротке визначення — «література міркувань». Подібну думку висловлював Іван Єфремов: наукова фантастика — «література логічних міркувань». Пізніше, в 1959 році, Гайнлайн запропонував таке визначення наукової фантастики: «реалістичне міркування про можливі майбутні події, засноване строго на адекватному знанні реального світу, минулого і сьогодення й повного розуміння природи і значення наукового методу». За визначенням культуролога Арона Гуревича, науковою є та фантастика, де незвичайне створюється матеріальними силами: природою або людиною.

## Історія

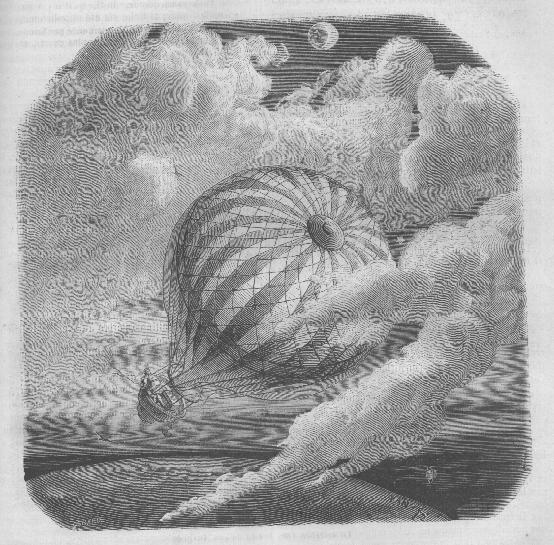
Зображення подорожі на Місяць за допомогою повітряної кулі у «Дивовижній пригоді Ганса Пфааля»

Попередниками наукової фантастики вважаються такі твори як утопічний роман «Палаючий світ» Маргарет Кавендіш (1666) та сатиричний роман «Підземні подорожі Нільса Кліма» Людвіга Гольберга (1741). До наукового пояснення зображуваних фантастичних речей зверталася Мері Шеллі в романах «Франкенштейн, або Сучасний Прометей» (1818) та «Остання людина» (1826). У своєму творі «Дивовижна пригода Ганса Пфааля» (1835) Едгар По описував технічні особливості подорожі на Місяць.

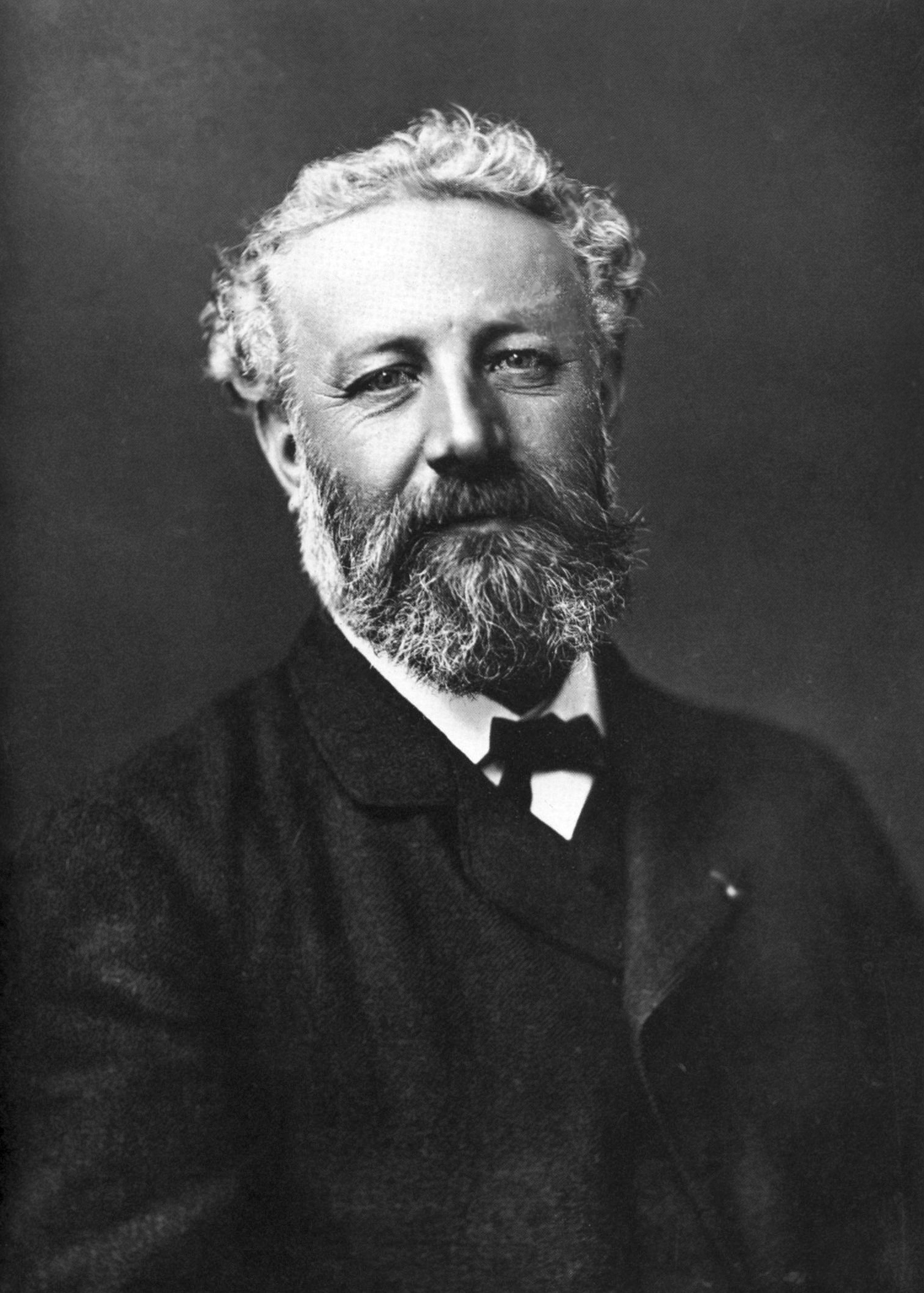
Жуль Верн, започатковувач наукової фантастики в літературі

Першим письменником, який застосував жорстке обґрунтування фантастики на основі науки свого часу, став французький письменник Жюль Верн. Його творами цього жанру є «П'ять тижнів на повітряній кулі» (1862), «Подорож до центру Землі» (1864), «Двадцять тисяч льє під водою» (1866) та інші.
Наприкінці 1890-х років англійський письменник Герберт Веллс вніс у оптимістичну фантастику елементи песимізму. На відміну від «жульвернівської» фантастики, його твори, такі як «Машина часу» (1895), «Острів доктора Моро» (1896), «Невидимець» (1897), «Війна світів» (1898), містили питання щодо співвідношення науки і моралі, заперечення всесильності науки й техніки.
Сам термін «наукова фантастика» вжив у 1915 році письменник-фантаст Х'юго Ґернсбек у формі «scientifiction», яка надалі закріпилася як «science fiction». Згодом він надав розгорнуте визначення свого новотвору.
У США наукова фантастика отримала потужний розвиток в 1920-і роки, в особливості завдяки поширенню pulp-журналів. Вона розвивалася за напрямками науково-технічного передбачення (Х'юго Ґернсбек) і пригодницької фантастики, зазвичай на тему космосу (Едвард Сміт, Едмонд Гемілтон, Едгар Берроуз). У 20-30-их роках XX сторіччя відокремився жанр фентезі, або «чарівної казки для дорослих». Утім, наукова фантастика та фентезі — зовсім різні напрямки фантастики. Якщо в основі наукової фантастики полягають теоретично можливі події, то фентезі оперує магією та міфологією, не пояснюючи їх сучасними науковими знаннями, та більше схоже на казки. Попри це, деякі письменники поєднують ці жанри у своїй творчості, що призводить до появи великої кількості відгалужень та нових напрямків.
Наукова фантастика 1930-40-х збагатилася творчістю Герберта Веллса, Олафа Стейплдона, Олдоса Гакслі. Чимало письменників брали участь у військових діях, що позначилося на наповненні тематичних журналів. У 1949 вийшов роман Джорджа Орвелла «1984», що став класикою антиутопічної прози. Почав творчу діяльність Артур Кларк та інші письменники, згодом відомі як представники «золотого віку фантастики».
Одним з авторів, які написали багато науково-фантастичних творів у 1930-х роках, був український письменник Володимир Владко.
1950-і отримали назву «золотого віку фантастики» та позначені творчістю Айзека Азімова, Артура Кларка, Роберта Хайнлайна, Кліффорда Саймака, Рея Бредбері. Багато авторів самі були вченими і ставили собі за ціль популяризацію науки. Починаючи з 1960-х, власне науковій фантастиці стала протистояти розважальна пригодницька література, що використовувала науково-фантастичний антураж. Здобули славу брати Стругацькі, Іван Єфремов, Френк Герберт. Наукова фантастика закріпилася на телеекранах, зокрема в 1966 році стартував культовий телесеріал «Зоряний шлях». Літературний процес десятиліття отримав назву «нової хвилі», яка ліквідувала тематичні рамки наукової фантастики.
У Радянському Союзі найбільшої популярності наукова фантастика досягла приблизно у 1960-х роках. Саме в цей період було написано одні із найвідоміших радянських зразків жанру. Із шістдесятими роками пов'язана творчість фантастів: братів Стругацьких, Іллі Варшавського, Олександра Шалімова, Ігора Можейка, відомого як Кір Буличов, та багатьох інших. Велика частина фантастики тієї епохи була присвячена космічним пригодам. У ті ж самі роки відбувався швидкий розвиток космонавтики, а у 1961 році в космосі уперше побувала людина, що позначилося на тематиці творів.
Впродовж 1970-х активно творили Станіслав Лем, Джо Голдеман. З'явилися культові науково-фантастичні фільми Джорджа Лукаса та Стівена Спілберга, такі як «Зоряні війни», «Близькі контакти третього роду». Зародилося строго науково-фантастичне аніме.
У 1980-х роках почав набирати популярність піджанр, подібний до антиутопії — кіберпанк, що отримав назву від однойменного роману Брюса Бетке 1983 року. Після 1980-х знайшов розвиток посткіберпанк.
Нові теми в 1990-х роках включали екологічні проблеми, наслідки діяльності глобальної мережі Інтернет та розширення інформації про Всесвіт, питання про біотехнології та нанотехнології. Окрім того десятиліття позначилося появою культових серій науково-фантастичних відеоігор, таких як Command and Conquer, Half-life.
Наукова фантастика 2000-х років представлена появою і бурхливим розвитком франшиз, які об'єднують книги, фільми та відеоігри: «Трансформери», «Зоряна брама», франшизи, засновані на супергеройських коміксах. Розвивався посткіберпанк, відомими авторами якого стали Ніл Стівенсон, Тед Вільямс. Здобули визнання Ден Сіммонс, Скотт Вестерфельд. Сильно розвинувся піджанр альтернативної історії.

## Жанри наукової фантастики
Категоризація наукової фантастики іноді може бути проблематичним завданням: деякі науково-фантастичні твори чітко потрапляють у категорію конкретних субжанрів, у той час як інші тісно переплітаються, паралельно поєднують дві або більше тем і мають спільні кордони кількох жанрів. Думки читачів, авторів і літературних критиків також часто можуть відрізнятися. Одним із прикладів коливання жанрової характеристики є серія письменниці Елізабет Мун Vatta's War, яка описана як військова наукова фантастика, але також має елементи космічної опери.

### Тверда наукова фантастика
Тверда (жорстка) наукова фантастика або скор. тверда НФ (англ. hard SF) характеризується суворою увагою до деталей точних наук, особливо фізики, астрофізики та хімії. Особливістю цього жанру є жорстке дотримання відповідності тексту відомим на момент написання твору науковим законам. В основі творів твердої НФ лежить природниче допущення: наукове відкриття, винахід, новинка науки чи техніки тощо.
Деякі точні прогнози майбутнього приходять з піджанру жорсткої наукової фантастики. Деякі автори твердої НФ відзначилися як вчені: Грегорі Бенфорд, Джеффрі Лендіс, Девід Брін, Руді Рюкер, Вернор Віндж, Айзек Азімов, Артур Кларк, Хол Клемент, Грег Бір, Ларрі Нівен, Роберт Дж. Соєр, Стівен Бакстер, Іен Бенкс, Аластер Рейнольдс, Чарльз Шеффілд, Бен Бова, Кім Стенлі Робінсон тощо.

### М'яка та соціальна фантастика
М'яка наукова фантастика зазвичай заснована на соціальних науках, таких як психологія, економіка, політологія, соціологія та антропологія. Звертають на себе увагу у цій категорії Урсула Ле Гуїн і Філіп К. Дік. Термін часто описує історії, сюжет котрих зосереджений на характері й емоціях: магістром і спеціалістом тут вважається Рей Бредбері. Серед авторів, які створили велику кількість соціально орієнтованої наукової фантастики, можна виділити польських авторів Станіслава Лема і Януша Зайделя, а також радянських авторів — брати Стругацькі, Кир Буличов, Євген Замятін та Іван Єфремов.
Відносяться до соціальної та м'якої НФ утопічні й похмурі історії: Дев'ятнадцять вісімдесят чотири Джорджа Орвела, Прекрасний новий світ Олдоса Хакслі.

### Темпоральна фантастика
Темпоральна фантастика, хронофантастика, хроноопера — жанр, що розповідає про подорожі у часі. Ключовим твором цього піджанру вважається «Машина часу» Веллса. Хоча про подорожі у часі писали й раніше (наприклад, «Янкі з Коннектикуту при дворі короля Артура» Марка Твена), саме в «Машині часу» переміщення в часі вперше було навмисним і науково обґрунтованим, і таким чином цей сюжетний хід був введений конкретно в наукову фантастику.
У XX столітті ідея подорожі в часі та туризму отримала розвиток. Фантасти присвятили багато творів аналізу часових парадоксів, які можуть бути викликані подорожжю в минуле або поверненням з майбутнього в сьогодення. Ця тема піднімається в знаменитому оповіданні Рея Бредбері «І грянув грім». Кір Буличов використовував подорож у часі в десятках своїх книг, у тому числі в циклі про Алісу.
Через зловживання прийомами в розважальній фантастиці жанр отримав також і прізвисько «хроноопера» (за аналогією з космоопера). Заїжджена тема знайшла друге дихання в пародіях і іронічній фантастиці. Класичні приклади — кінотрилогія «Назад у майбутнє», фільм «Іван Васильович змінює професію», фрагмент повісті Стругацьких «Понеділок починається в суботу». Яскравим прикладом темпоральної фантастики XXI століття є численні романи про «потраплянців» у інші часи.